# Shanell (cantora)
Shanell Woodgett (Anaheim, Califórnia, Estados Unidos em 15 de Novembro de 1980) também conhecida como Shanell ou SnL é uma cantora, compositora, dançarina estadunidense. Ela assinou contrato com a Young Money Entertainment, um selo da Universal Republic Records distribuídos pela Cash Money Records de Birdman..

## Discografia

### Mixtapes
| Título                     | detalhes do Álbum                                                                      |
| -------------------------- | -------------------------------------------------------------------------------------- |
| A Taste of Shanell aka Snl | - Realisado: 13 de Agosto de 2009 - Gravadora: Young Money - Formato: download digital |
| Shut Up And Listen         | - Realisado: 03 de Março de 2010 - Gravadora: Young Money - Formato: download digital  |
| Nobody's Bitch             | - Realisado: 18 de Setembro de 2012 - Gravadora: YMCMB - Formato: download digital     |
| Midnight Mimosas           | - Realisado: 04 de Junho de 2013 - Gravadora: YMCMB - Formato: download digital        |
| Nobody's Bitch 2           | - Realisado: 22 de julho de 2014 - Gravadora: YMCMB - Formato: download digital        |

### Compilações de álbuns
| Título                                             | Detalhes do Álbum                                                                                   | Posições | Posições | Posições | Certificações |
| Título                                             | Detalhes do Álbum                                                                                   | US       | US R&B   | US Rap   | Certificações |
| -------------------------------------------------- | --------------------------------------------------------------------------------------------------- | -------- | -------- | -------- | ------------- |
| We Are Young Money (com Young Money Entertainment) | - Released: 21 de Dezembro de 2009 - Label: Young Money, Cash Money - Formato: CD, digital download | 9        | 3        | 1        | - RIAA: Gold  |

## Singles

### Como artista principal
| Ano  | Título                                    | Álbum            |
| ---- | ----------------------------------------- | ---------------- |
| 2011 | "My Button"                               | Non-album song   |
| 2012 | "So Good" (featuring Lil Wayne and Drake) | Midnight Mimosas |
| 2012 | "Last Time" (featuring Busta Rhymes)      | Nobody's Bitch   |

### Como artista em destaque
| 2009                                                              | "Prom Queen" (Lil Wayne featuring Shanell) | 15 | 16 | 22 | 36 | Rebirth |
| "—" denotes releases that did not chart or receive certification. |                                            |    |    |    |    |         |

## Como artista convidado
| Título   | Ano  | Outro(s) artista(s) | Álbum   |
| -------- | ---- | ------------------- | ------- |
| "Runnin" | 2009 | Lil Wayne           | Rebirth |